# 驚嚇陰屍路 (第五季)
第五季（英語：Fear the Walking Dead Season 5）從2019年6月2日起在美國AMC頻道首播，由羅伯特·柯克曼和戴夫·埃利克森共同開發，並為柯克曼創作的知名電視劇集《陰屍路》的外傳和首部衍生劇集。第五季繼續由安德魯·查布里斯和伊恩·高德堡擔任節目統籌。
此季將是繼前季後二度跟《陰屍路》兩劇連動，來自陰屍路劇集的主要角色德懷特（由奧斯汀·埃米利歐飾）成為繼摩根·瓊斯後的第二位連動角色，其同樣最後出現在《陰屍路》第八季。

## 卡司

### 主要演員
- 蘭尼·詹姆斯 飾演 摩根·瓊斯（英语：Morgan Jones (The Walking Dead)）：一位靠助人來洗滌心靈的倖存者，善用合氣道棍術，曾經跟過來自維吉尼亞州的大集體，經歷完戰爭後獨自漂泊至德州，一步一步結識艾莉西亞一行人。
- 艾莉西亞·戴南-卡瑞 飾演 艾莉西亞·克拉克（英语：Alicia Clark）：一位獨立堅強、富有同情的少女，不久前剛連續失去母親和哥哥，成為家裡唯一倖存者的她只能四處幫助人來尋找慰藉。
- 瑪姬·格蕾斯 飾演 艾西雅·「艾兒」·謝夫切克-波考基（Althea "Al" Szewczyk-Przygocki）：波蘭裔美國人，足智多謀的戰地記者，隨時隨地拿著攝影機，凡事追求真相，駕駛著一輛SWAT大型裝甲車（英语：MRAP）。
- 科曼·多明戈（英语：Colman Domingo） 飾演 維克多·史特蘭（英语：Victor Strand (character)）：一名見機行事的前富商，起初幫艾莉西亞一家人離開洛杉磯，隨著時間推及開始改變過去自我的性格。
- 達娜·加史亞（英语：Danay García） 飾演 露西亞娜·「露西」·蓋維茲（Luciana "Lucy" Galvez）：一位來自墨西哥蒂華納的一座淪陷社區的倖存者，非常獨立堅強、是艾莉西亞的已故哥哥尼克的前女友。
- 葛瑞特·迪拉杭特 飾演 約翰·多利（John Dorie）：一位獨居野外的前警察，隨身帶著兩把左輪手槍，愛找樂子，待任何人都十分和善，嘴巴喜歡說個不停。
- 亞莉莎·內桑森（英语：Alexa Nisenson） 飾演 查莉（Charlie）：摩根隊伍中的一位小女孩，起初身為「禿鷹幫」的間諜，間接害死過艾莉西亞的家人，但良心未泯的她最終叛離且獲得眾人諒解。
- 珍娜·葉夫曼 飾演 瓊（June）：一位熱心的護士，擅長各種急救手段，是約翰的女友，認識約翰而開始讓她走出失去女兒的悲傷陰影。
- 鲁本·布雷茲（英语：Rubén Blades） 飾演 丹尼爾·薩拉查（英语：Daniel Salazar）：美籍薩爾瓦多裔移民，前黑影敢死隊（英语：Sombra Negra）成員，在災情中連續失去妻女，如今“繼承”一間車具倉庫並養一隻貓。
- 凱倫·大衛（英语：Karen David） 飾演 葛蕾絲（Grace）：前核電站運營長，所工作的核電站熔毀後，基於自責而獨自在森林中想辦法阻止核輻射進一步擴散，本人疑似罹患輻射中毒。
- 奧斯汀·埃米利歐（英语：Austin Amelio） 飾演 德懷特（英语：Dwight (The Walking Dead)）：一位遭過家園放逐的流亡者，為了尋找自己失蹤的妻子，跟隨其足跡來到南部，是摩根在維吉尼亞州的舊識，這次偶然跟他重逢。

### 常設演員
- 茉·科林斯（英语：Mo Collins） 飾演 莎拉·雷比諾維茲（Sarah Rabinowitz）：一位來自密西西比州的女倖存者，前美國海軍陸戰隊士兵，追尋一系列補給盒得以認識摩根。
- 戴瑞·米契（英语：Daryl Mitchell (actor)） 飾演 溫德爾（Wendell）：莎拉的繼哥，雙腿殘疾而坐輪椅，但他的身手依然敏捷。
- 麥特·佛里沃 飾演 羅根（Logan）：已故克雷頓（外號「北極熊」）的前合夥人，意圖奪回自己與克雷頓建立的一切，對摩根一行人的救人之舉嗤之以鼻。
- 貝莉·加夫里克（Bailey Gavulic）飾演 安妮（Annie）：在核污染森林一帶出没的少女，父母死後獨自照顧兩個弟弟與一群孤兒，個性倔強固執，寧願自給自足都不願相信陌生人。
- 伊森·休斯（Ethan Suess）飾演 麥斯（Max）：安妮的弟弟，在姐姐身上學會生存，會用一把獵槍，凡事聽從姐姐。
- 庫伯·道森（Cooper Dodson）飾演 狄倫（Dylan）：安妮的弟弟，在三姐弟中年齡最小，目前正在學習對抗行屍，相信摩根一行人是出於好意。
- 席德妮·萊蒙（英语：Sydney Lemmon） 飾演 伊莎貝（Isabelle）：一位來自神秘組織「CRM」的衛兵，執行補給任務時邂逅艾西雅。
- 米卡拉·吉布森（Mikala Gibson）飾演 朵麗絲（Doris）：羅根的護衛隊長，但對羅根的忠誠度不高，保護他僅是為自己的利益著想。
- 佩姬·肖特（Peggy Schott）飾演 泰絲（Tess）：一名陪兒子獨居農場的女子，丈夫外出一去不回後從未離家，直到被摩根一行人找到才得知噩耗，從此加入他們的隊伍。
- 科比·霍曼（Colby Hollman）飾演 韋斯（Wes）：一位獨自在外生存的年輕作家，災前失去過弟弟，靠錄像帶注意到摩根一行人。
- 彼得·雅各布森 飾演 雅各布·凱斯納（Jacob Kessner）：一位獨居教堂的拉比，信仰猶太教以外還十分獨立，認識查莉後選擇加入摩根一行人。
- 蔻碧·米纳菲 飾演 維吉妮雅（Virginia）：強大軍團「先驅」（Pioneers）的女領袖，處事笑裡藏刀、殺伐果決，會對所遇到的任何人提出加入她的管轄或就地處決。
- 霍莉·庫蘭（Holly Curran）飾演 珍妮絲（Janis）：一位女倖存者，所來自的社區被先驅軍團控制，逃離他們魔掌後被摩根的隊伍營救而加入他們。
- 喬·馬辛吉爾（Joe Massingill）飾演 湯姆（Tom）：珍妮絲的哥哥，同樣逃出先驅魔掌以尋找逃跑的妹妹，認識摩根和艾西雅後得以跟妹妹重逢。

## 集數
| 總集數 | 集數 （季） | 標題                               | 導演              | 編劇                            | 首播日期      | 美國收視人數 （百萬） |
| --- | ----------- | ---------------------------------- | ----------------- | ------------------------------- | ------------- | --------------------- |
| 54 | 1           | 前來幫忙 Here to Help              | 麥可·E·薩崔斯密   | 伊恩·高德堡 & 安德魯·查布里斯   | 2019年6月2日  | 1.97                  |
| 摩根一行人入住克雷頓遺留的牛仔布工廠建立家園後開始尋找倖存者，短期間內所有營救行動全是無功而返，直到一名叫作羅根的男子向他們求救，其困在一間距離遙遠的卡車服務站。摩根、艾莉西亞、約翰、瓊、艾西雅和露西決定鋌而走險去救他，駕駛一架小型貨機飛往所在地，但在即將到達時發生引擎故障而墜毀在一片核污染地區。露西右肩被鐵管刺穿至重傷，艾西雅用通訊拜託史特蘭收看一盤標註「剎車痕」的錄影帶，希望他能從裡面訪問對象要一架飛機過去接她們。對抗周圍的行屍時，眾人撞見住在附近的少女安妮與她的兩個弟弟麥斯和狄倫，集體搭上安妮的廂型車逃離。然而抵達服務站時，不但內部空無一人，周圍跡象跟羅根所述的完全不一樣，姐弟三人便很快離開他們自謀生路。眾人這時靠無線電得知羅根已經帶人佔領工廠家園，羅根揭露他其實是克雷頓的前生意合夥人，因此有意將摩根一行人誘至最偏僻的地方，得以讓他輕鬆奪回屬於自己的工廠。當時外出的史特蘭、查莉、莎拉和溫德爾因而被堵在外面無家可歸，史特蘭收看剎車痕錄影帶時，驚訝地發現訪問對象是久違的丹尼爾·薩拉查。艾西雅獨自回到墜機地點調查一具她殺死的穿盔甲的行屍，從行屍身上的一系列文件上找到某種“三環”符號、包含某個名稱首字母「CRM」，而她很快被一名穿相同盔甲的不明人士偷襲而抓走。 |             |                                    |                   |                                 |               |                       |
| 55 | 2           | 錐心之痛 The Hurt That Will Happen | 潔西卡·洛瑞       | 亞歴克斯·迪萊爾                 | 2019年6月9日  | 1.69                  |
| 艾西雅夜裡失蹤後，除了露西留在服務站養傷以外，其他人分頭去找艾西雅。摩根和艾莉西亞搜索時陸續碰到別人設置的“行屍路障”，在森林中遇見一名身穿防護服的女子葛蕾絲。她解釋此地區的核電站於災情初期發生熔毀，造成她的63名同事喪生、變成身上帶有核輻射的行屍在該地區中活動，她指出輻射行屍脖子上都會掛著輻射劑量計。摩根由於跟一隻輻射行屍有過接觸，造成他馬上全身沖水除污，且被迫捨棄隨身的木棍和婚戒。他們幫葛蕾絲找出且清除墜機地點的輻射行屍，當時在另一邊的約翰和瓊來到一座莊園，發現裡面的倖存者因焚燒過大量輻射行屍而一同中毒致死。葛蕾絲到場清理完畢後揭示自己接觸過大量輻射而受影響，並且自責導致同事身亡而決定繼續清理工作，但答應會跟摩根一行人保持聯繫。一行人回服務站後叫醒因傷痛而昏倒在門口的露西，隨即發現有人將之前包圍服務站的行屍集體斬首、掛在服務站廣告牌上作為警告手段。另一方面，史特蘭獨自去找丹尼爾，其當時“繼承”一間大型車具倉庫，表示是艾西雅派他來。兩人重逢後交流各自的經歷，史特蘭跟另一頭的露西聯絡上後，打算借用丹尼爾的一架飛機，即使他想盡辦法證明自己已經洗心革面，但丹尼爾基於史特蘭過去多次背叛及自私之舉，實在信不過他後將史特蘭支出門外。                                     |             |                                    |                   |                                 |               |                       |
| 56 | 3           | 故地重遊 Humbug's Gulch            | 科曼·多明戈       | 艾許莉·卡迪夫                   | 2019年6月16日 | 1.76                  |
| 摩根一行人開始分頭清除附近的行屍路障，發現安設地點排列成一個圓環，似乎是不想讓別人闖進內部地區。約翰和瓊開一輛休旅車沿路清除路障時遭人開槍伏擊，被迫撤離至附近的一座荒廢的西部小鎮式主題樂園，而約翰曾經在他家鄉的相似地方工作過。兩人在小鎮劇院中躲避沙塵暴，同時尋獲數把獵槍，後來再度遇上先前沿路伏擊他們的男子。約翰和瓊將其制伏後，男子介紹自己叫作德懷特，稱他花費一年時間從北到南尋找他的失蹤妻子雪莉，做出攻擊源於約翰和瓊駕駛的休旅車，相同於雪莉在線索中交代的車。三人決定達成共識繞開圍在門口的行屍群體。但德懷特獨自跑回車上試圖找出任何雪莉留下的線索，但最終沒有發現什麼，絕望的他決定在車裡等死，直到被有過相似經歷的約翰和瓊說服後聯手救出。摩根、艾莉西亞和露西趕到小鎮，曾經在維吉尼亞州的戰爭中敵對過的德懷特和摩根得以重逢，很快就釋盡前嫌。約翰最終發現該休旅車的識別碼跟雪莉線索中的車輛不一致，讓德懷特重拾信心。眾人繼續尋找姐弟三人，艾莉西亞在無線電中道出自己的痛苦經歷，一度讓另一頭的狄倫改變心意，但眾人後來只找到渾身淤血、看似受驚嚇的狄倫獨自躲在車裡。而另一邊，安妮和麥斯正在設置新的行屍路障，打算靠狄倫套出摩根一行人的真實目的。                                       |             |                                    |                   |                                 |               |                       |
| 57 | 4           | 剎車痕 Skidmark                    | 塔拉·妮可·維爾    | 薩米爾·麥塔                     | 2019年6月23日 | 1.66                  |
| 查莉趁深夜溜進丹尼爾的倉庫找到飛機，為了不被發現而躲進丹尼爾的車後備箱，跟著他一起外出。史特蘭、莎拉和溫德爾趁他不在而找出一架小型飛機，但丹尼爾預料到他們會來偷，因此帶走飛行儀表，並且早已發現查莉躲在他車後。查莉觀察到丹尼爾試圖清除一系列室內機槍陷阱，丹尼爾解釋陷阱是由他繼承的倉庫前主人所設置，冒險拆除以防止傷害到其他人。丹尼爾養的貓「剎車痕」不慎驚動並釋出屋內的行屍，丹尼爾下車讓查莉先回倉庫，獨自引領身後的行屍。他用無線電逼迫史特蘭對自己人坦白他當初的欺騙、進而造成自己錯過跟女兒告別的時機。史特蘭為了彌補一切而集體去救丹尼爾，但為了殺光行屍而損毀飛機雙槳引擎。一行人另想辦法過程中，丹尼爾獨自外出“清理後患”。另一方面，狄倫陪露西相處一天、修復好倒塌的天線建立和史特蘭的聯繫，由此相信她們是真心實意，於是引領摩根和艾莉西亞至安妮和麥斯所在處，順勢找到安妮和麥斯帶領的一大群孤兒。摩根得知這些孤兒的父母都死於核污染，答應會保護他們後勉強讓安妮相信他們。摩根和艾莉西亞跟著她們深入叢林，而一架黑色直升機從他們上方飛過，其背面印有三重圓環符號。安妮表示對方可能綁走艾西雅，並已經駐扎此地區一段時間，似乎是在尋找某種東西。                                                 |             |                                    |                   |                                 |               |                       |
| 58 | 5           | 萬事休矣 The End of Everything     | 麥可·E·薩崔斯密   | 安德魯·查布里斯 & 伊恩·高德堡   | 2019年6月30日 | 1.71                  |
| 艾西雅在深夜遭綁架後試圖逃跑，因寸步難行而將她錄下的證據錄影帶藏起來，綁架她的盔甲女子伊莎貝追上她，出於保護她的組織機密而急切想找出且銷毀錄影帶，直到艾西雅要求伊莎貝給出其來歷、以及靠她的直升機送她們一行人離開該地區作為交換條件。由於搭檔貝克特剛死，急需幫手的伊莎貝帶著艾西雅進行危險攀岩，到山頂上取得直升機燃油及應急物資。兩人勉強建立彼此信任，艾西雅交代她包裡的一盤重要錄影帶，內容為她災情初期時選擇追故事而沒能救到她兄弟的經歷；這也成為艾西雅至今放不下的愧疚。伊莎貝沒有交代她隸屬的組織詳細信息，稱組織宗旨是“建立美好未來，無論什麼情況都是任務優先”；而她的搭檔貝克特因附近核電站熔毀而受驚嚇陷入瘋狂狀態，迫使自己必須殺他來繼續任務。下山後，艾西雅交出她藏好的錄影帶讓伊莎貝進行銷毀，伊莎貝原本準備遵從“不留證人”的指令而將艾西雅滅口，但因對她產生好感而選擇不殺她，她們倆互相表示愛意並接吻後分道揚鑣。伊莎貝重新發動直升機後向她的上級匯報任務完成，沒有供出艾西雅的參與後飛離地區。目視她離開的艾西雅最終跟摩根後艾莉西亞團聚，同樣沒有供述她見識的一切。因這兩天的經歷而對過去釋懷的艾西雅，首次對夥伴揭示自己的姓氏與一些從未分享過的個人信息。                               |             |                                    |                   |                                 |               |                       |
| 59 | 6           | 小王子 The Little Prince           | 沙拉特·拉傑       | 瑪洛莉·衛斯佛                   | 2019年7月7日  | 1.49                  |
| 摩根一行人在安妮等孩子們的幫助下，合作搶修先前墜毀的飛機，儘管處處碰壁但依然樂觀面對。但飛機測試引擎時不巧失去唯一的螺旋槳，使眾人再次陷入僵局。葛蕾絲突然聯絡摩根，稱核電站即將迎來比之前更為嚴重的第二次熔毀，因此需要服務站的發電機勉強供給反應堆冷卻系統。摩根為了爭取更多飛機修復時間而獨自前去幫助葛蕾絲，但由於發電機只能維持一段時間，與其將摩根置於危險之中，葛蕾絲決定獨自帶著發電機前往核電站。摩根即使沒有防護服，還是決定冒險走進輻射地點去幫她。約翰陪德懷特到一間雪莉曾經來過的餐廳，雖然找到新的線索，但約翰讀到雪莉為德懷特留下的最後一封告別信，其希望德懷特不要繼續尋找她；而約翰最終對德懷特隱瞞信件。在服務站，目睹過父母死於輻射中毒的安妮持續坐鎮不住，有意帶著孩子們回去野外生存。即使艾莉西亞跟她分享自己的痛苦經歷，安妮還是帶領所有孩子離開回去森林，而艾莉西亞仍然決定鋌而走險嘗試將她們勸回來。另一邊，史特蘭和查莉拆下他們的故障飛機螺旋槳，想到靠已故吉姆的釀酒廠所留下的宣傳用熱氣球，兩人成功帶著零件飛到摩根一行人的地區。但熱氣球卻耗盡燃料，使他們倆不巧降落至核電站附近，大量行屍開始靠近他們的降落地點，包含幾隻身上帶有輻射的行屍。                                   |             |                                    |                   |                                 |               |                       |
| 60 | 7           | 屹立不倒 Still Standing            | 瑪塔·卡寧漢       | 李察·奈明                       | 2019年7月14日 | 1.39                  |
| 約翰和德懷特持續在外尋找雪莉蹤跡，行進慢慢超出通訊範圍，兩人因此不知情核電站即將熔毀。約翰深知不能離開太遠及太久，因此將雪莉的告別信交給德懷特，其對此極為失落。但德懷特並沒有因此喪失信心，決定回過頭來協助約翰回去夥伴身邊。摩根為了營救困於行屍中央的史特蘭和查莉，因此照葛蕾絲的指引來到她的住家找到第二件防護服，趕到現場救出兩人後讓他們帶著螺旋槳前去服務站緊急修復飛機，自己則前去核電站協助葛蕾絲，因而爭取到12小時。為了補助飛機燃料，艾西雅帶領瓊來到她與伊莎貝待過的山頂，得到足以維持飛機飛越山頭的燃料，艾西雅同時僅對瓊一人道出自己跟伊莎貝相處的經歷。在林中，不肯放棄的艾莉西亞冒險穿越安妮一行人新設置的行屍障礙，來到她們一行人居住的湖邊樹屋，用核電站即將熔毀的危機說服她們離開這裡。當障礙中的行屍脫離繩網並圍在樹屋外時，安妮最終同意離開，艾莉西亞決定幫她們一行人爭取時間，獨自對付闖進來的行屍。但在殺一隻行屍時，艾莉西亞不慎接觸到其血液，而該行屍脖子上則掛著輻射劑量計。安妮一行小孩平安回到服務站，艾莉西亞獨自引領行屍群體至森林，在河邊洗掉身上濺到的血，隨後聯絡上當時往回趕的摩根和葛蕾絲。就在這時，核電站傳出警報聲，表示核熔毀即將發生。                               |             |                                    |                   |                                 |               |                       |
| 61 | 8           | 有人在嗎？ Is Anybody Out There?   | 麥可·E·薩崔斯密   | 麥可·阿列莫                     | 2019年7月21日 | 1.60                  |
| 艾莉西亞跟摩根和葛蕾絲會合後緊急全身沖水除污，暫且脫離身上的輻射危險，隨即開始和他們倆想辦法返回。但核電站不久後發生熔毀，釋出大量輻射落塵且順著風飄往眾人所在的地區，由於擺脫不了身後的行屍，摩根、艾莉西亞和葛蕾絲只好棄車跑回服務站。其他人和孩子們完工飛機並隨時準備起飛，摩根三人順利趕回飛機後，約翰和德懷特一度因汽車拋錨而無法及時回去，但兩人最後仍然幸運地找到並發動雪莉遺留的汽車得以趕回，在起飛的一刻順利上飛機。眾人擺脫後方追趕的行屍後，在落塵覆蓋服務站前成功離開地區。另一邊，莎拉回到牛仔布工廠發現羅根的隊伍已準備好收拾包袱走人，似乎在找什麼東西卻無功而返，要求他幫一次忙卻遭拒絕。她隨後跟溫德爾以及回來幫忙的丹尼爾會合，用聖誕燈佈置好跑道，得以讓艾西雅和史特蘭成功降落。眾人因而平安團聚、結識彼此，艾莉西亞欣喜地擁抱久違的丹尼爾。摩根的無線電突然傳出一位女子的求救聲，訊號不久後斷線；同一時間，看似被自己的護衛隊拋棄的羅根獨自開車到飛機前會見眾人，表達完不情願的歉意後解釋汽油開始變質，因此需要找到一片克雷頓曾經在其日誌中記載過的油田進行開採。為了有能力幫助在外的倖存者，摩根一行人被迫跟他合作尋找開採油田獲得更多汽油。                                           |             |                                    |                   |                                 |               |                       |
| 62 | 9           | 頻道4 Channel 4                    | 丹·劉             | 大衛·強森                       | 2019年8月11日 | 1.40                  |
| 自從飛機營救行動大獲成功後，越來越多的倖存者用無線電向摩根的團隊求助。摩根一行人離開混亂不堪的工廠，組成移動型車隊一路營救及幫助有需要的倖存者。所有人各盡其責，莎拉用克雷頓的日記查到油田位置先獲取汽油，同時深知羅根會再次背叛他們，於是搶跑油罐車並將羅根扔在半路上。艾西雅想到跟露西各拿一部攝影機，隨手拍下整個營救過程，製成紀錄片式的錄像帶，以讓倖存者觀看並確認他們真的在救人。一日，摩根收到一位困在自家中的女子泰絲求救，其丈夫外出為她患有哮喘的兒子拿吸入器後一去不回，而她家周圍則被佈滿地雷作為防禦手段。為了防止爆炸聲引來更多行屍，摩根冒險進去卻踩到一枚地雷而無法抬腿，其他人想辦法幫他時，在外搜救的艾莉西亞剛好碰到泰絲的屍變丈夫，隨後趕到告知這條噩耗。絕望的泰絲走出房子協助摩根拆解腳下的地雷而讓他脫險，與年幼兒子加入摩根的行列。此行動一度勾起摩根失去自己妻兒的不堪回憶，但他很快振作起來。艾西雅將這次行動的拍攝製成錄像帶放入其中一個補給盒中置於路邊，不久後被一位倖存者韋斯撿到，他看完影像卻對此不以為然，偷走藏在儲藏室裡的汽油後，準備單獨騎摩托繼續上路。然而剛好經過的羅根與其隊伍摧毀他的摩托，希望韋斯去找摩根並幫他捎句話，他將會盡其所能奪回被搶走的一切。         |             |                                    |                   |                                 |               |                       |
| 63 | 10          | 口如懸河 210 Words Per Minute      | 朗·安德伍         | 伊恩·高德堡 & 安德魯·查布里斯   | 2019年8月18日 | 1.37                  |
| 一名遭行屍咬傷而瀕死的倖存者查爾斯用頻道4聯繫上摩根，希望他能幫將屍變的自己了結生命，摩根於是陪葛蕾絲和德懷特來到他藏身的購物中心尋找他。葛蕾絲漸漸預感到自己印輻射中毒而時日不長，精神受恐懼壓迫而十分勞累，當她注意到地下層有一間急診診所時，打算用裡面的儀器查看自己的身體狀況，但由於診所被鎖住，兩人還引起行屍注意而被困在商店裡。受困過程中，摩根和葛蕾絲彼此交流各自的過去，摩根最終向別人道出自己地已故兒子德維恩，兩人最終從商店後方的安全通道撤離，順勢啟用發電機恢復購物中心的電力。於保安室中，兩人注意到還活著的查爾斯在樓頂看星星，於是上樓跟他相處度過他生命的最後一刻后安葬在外面。葛蕾絲表示自己不想再進去診所，決定不被恐懼屈服而認真度過每一天，她保留查爾斯遺留的隨身聽以及《雙城記》故事錄音。另一方面，德懷特故意暴露自己行蹤，跟羅根的一位部下羅利單獨交涉，兩個敵人經過一晚上的敵對而慢慢轉為溫和，德懷特最終將羅利放生，用自己曾經犯下死罪卻被人饒恕的經歷，希望羅利能自己選擇要做什麼樣的人。最後，德懷特與丹尼爾等夥伴會合，一起到購物中心接摩根和葛蕾絲，同時從購物中心裡獲取大量物資，德懷特讓丹尼爾幫自己刮鬍剪髮，而摩根決定離開隊伍去幫在外搜救的艾西雅。                    |             |                                    |                   |                                 |               |                       |
| 64 | 11          | 你還活著 You're Still Here         | K·C·科威爾        | 瑪洛莉·衛斯佛 & 亞歴克斯·迪萊爾 | 2019年8月25日 | 1.44                  |
| 艾莉西亞陪史特蘭在外做偵查時，欣賞該地區陸續在樹上出現的塗鴉標語「如果你讀到這段，表示你還活著」而決定找出創作者，但自從飛機營救行動後就無法殺行屍。她們之後收到韋斯聯繫，在路邊接上他後協助他回到一間警察局，但另一位倖存者被韋斯開槍追趕而跑掉，隨著行屍被槍聲引來，三人因此受困警察局。史特蘭眼睛被漏出的催淚瓦斯傷到而暫時看不見，艾莉西亞得知韋斯想殺那位倖存者是為了拿回被其搶走的東西。摩根和艾西雅將一些重要錄像帶等資料藏入一間銀行金庫以防不測，收到艾莉西亞求救而上路去救他們，但兩人半路上被羅根一行人截住，其用讓路威脅他們交代油田位置。羅根稱他需要汽油完成“大業”，諷刺摩根幫助人無法填補妻小喪生的愧疚，讓摩根差點失控而只能繞路。韋斯勉強跟艾莉西亞達成共識合作逃出警局，隨後追上偷他東西的倖存者，目睹他因傷重而倒地，其死前稱讚韋斯的“手稿”。韋斯殺死他後決定將手稿留給死者，沒有回答艾莉西亞問他為何“為一本書殺人”的問題而離開。摩根和艾西雅過來會合後，艾莉西亞閱讀手稿得知韋斯是留下過繪畫標語的創作者，受啟發而以相同方式寫下她母親的「世人皆為時不晚」之忠言，同時讓她克服心理陰影。但當晚，羅根一行人撬開艾西雅藏錄像帶的金庫，決定在影片中尋找任何油田的線索。                     |             |                                    |                   |                                 |               |                       |
| 65 | 12          | 永恆之焰 Ner Tamid                 | 麥可·E·薩崔斯密   | 安德魯·查布里斯 & 伊恩·高德堡   | 2019年9月1日  | 1.14                  |
| 查莉逐漸厭倦車隊近期以來過著四處奔波、徹夜不眠的趕路方式，於是離開隊伍私自行動，幫忙去找一個能長期定居的家園。但她不慎受行屍追逐而被困車中，直到夜晚被車旁的一所猶太教堂中的拉比雅各布·凱森納營救，被他收留至教堂住一晚。隔天，查莉幫雅各布清除圍墻外的行屍，同時觀摩各處而認為這是能讓他們定居的新家，因此呼叫瓊和約翰前來，但瓊和約翰來到後發現此處不適合安居，希望查莉能改變心意。這時，負責看守車隊的莎拉和德懷特注意到羅根的隊伍來襲，只好匆忙上車分頭逃跑，而敵人領隊則是先前被德懷特放跑的羅利。瓊剛想回裝甲車去幫同伴，但教堂旁邊的公寓樓中的大量行屍破門而出，佔據整個廣場而讓眾人受困。雅各布坦白這些死人都是他的教堂會眾，均死於災前教堂物資短缺、加上他當時失去過信念而無能為力。瓊和約翰想辦法用梯子搭橋出去，但最終被困在車上方，迫使查莉決定捨棄教堂、打開禮堂內的“永恆之焰”燈光，將所有行屍引入教堂後再次將牠們鎖進裡面。三人收留雅各布開裝甲車及時救下莎拉和德懷特，使羅利帶隊走為上策。查莉剛對這次私自行動致歉，但瓊承認是源於她將隊伍逼的太緊，但雅各布說服眾人不要失去信念。然而，剛逃走的羅利聯繫羅根稱“調虎離山計”成功，而身在另一邊的羅根率軍攻入油田真正所在的一所採石場。          |             |                                    |                   |                                 |               |                       |
| 66 | 13          | 留下不需 Leave What You Don't      | 黛西·馮·雪樂·梅耶 | 艾許莉·卡迪夫 & 尼克·伯納頓     | 2019年9月8日  | 1.45                  |
| 羅根率軍輕鬆奪下油田，看守此地的露西、溫斯頓和安妮三姐弟當中沒人願意協助他，而唯一懂石油開採知識的羅利也不慎被莎拉和德懷特設路障抓獲。羅根再度陷入僵局。當莎拉和德懷特過來交涉時，羅根最終對她們訴說自己曾經因搭檔克雷頓無回應，因而使他沒能及時救下一位倖存者，迷失自我的他恰好遇到另一個強大群體而開闊眼界，才極力為對方提供汽油。這時，油田其中一個儲油罐失火，冒出的濃煙引來大量行屍，羅根不肯放棄僅有的油田而留下來滅火。莎拉領略到羅根變成此狀是源於自己私自搶過克雷頓的卡車，愧疚的她選擇回去營救羅根而一同受困。這時，無線電又傳來一位女子的求救聲，羅根認出她身在自己之前營救失敗的服務站，與其給別人未能信守的承諾，羅根指示該女子拿起他留在那裡的手槍來自盡。所幸該女子最終被韋斯相救，其靠收聽無線電與艾莉西亞的繪畫跟到這裡，艾莉西亞和史特蘭也趕來救到他們。火在清晨被撲滅，改變心意的羅根剛打算跟莎拉一行人分享這些汽油，但大批騎著馬的新敵人包圍油田，一瞬間殺光羅根和他的護衛隊。其領袖維吉妮雅向一行人自稱她們身為「先驅」，將會重新開闊這片疆土，提議眾人加入她以換取所需。莎拉一行人公然拒絕，但為了確保能活著離開，露西自願留下來幫敵軍開採汽油，讓其他人安全離開。                     |             |                                    |                   |                                 |               |                       |
| 67 | 14          | 今天和明天 Today and Tomorrow      | 席德妮·費蘭       | 李察·奈明 & 大衛·強森           | 2019年9月15日 | 1.31                  |
| 在外做搜資任務的葛蕾絲和丹尼爾超額完成任務後準備往回趕，但他們的卡車卻因超載而拋錨，緊接著大量行屍被車聲引來，丹尼爾被迫捨棄自己的唱片收藏逃跑。兩人躲入一間酒吧相處一晚上，葛蕾絲便用自己的音樂才能為丹尼爾彈唱一曲。另一邊，摩根和艾西雅一起行動時，摩根因之前與葛蕾絲的親近而想起自己妻小的不堪往事，幾天下來一直迴避回到車隊中。兩人同時遇到一位倖存者湯姆，其剛剛逃出自己來自的社區不久，並正在躲避一群在他的社區安家的騎兵隊伍。湯姆稱這個軍團在他的社區瀕臨毀滅時前來伸出援手，但自己很快意識到對方不安好心而逃跑，而自己的妹妹還困在社區中。摩根和艾西雅願意幫助他而溜進社區，而剛好得知對方已經佔領他們的油田且奪走汽油。摩根與艾西雅分頭探索社區，一路拍下對方的庫存表、基地地圖等等相關信息，後來發現湯姆的妹妹早已自己逃掉。不久，他們被衛兵發現，但領袖維吉妮雅沒有傷害他們，只稱自己帶領的先驅陣勢比摩根他們救人的作為更為重要。維吉妮雅最後放走他們倆，還修好摩根的棍子且歸還武器和攝影機，希望他們能再三考慮加入她。摩根不想再被過去糾纏，聯絡上葛蕾絲希望能和解，但得知葛蕾絲當時身體似乎受輻射中毒影響奄奄一息，僅靠身邊的丹尼爾照顧，眾人均開始擔心她活不長。                             |             |                                    |                   |                                 |               |                       |
| 68 | 15          | 頻道5 Channel 5                    | 大衛·巴雷特       | 麥可·阿列莫 & 薩米爾·麥塔       | 2019年9月22日 | 1.34                  |
| 艾西雅得知維吉妮雅仿照她們的做法自製一盤紀錄片，形容她們會建立真正未來，以此誘導倖存者用頻道5聯繫她，摩根為了不讓她得逞而決定再拍一次。這次由逃出維吉妮雅掌控的湯姆作為主人公，交代維吉妮雅是如何欺騙別人，湯姆同時跟逃亡在外的妹妹珍妮絲團圓，其身為韋斯先前營救過的女孩。葛蕾絲的身體狀況日漸惡化，持續脫水讓眾人的醫療措施周轉不及，而瓊不確定她是否受輻射中毒影響。經過馬不停蹄地趕路，約翰發現位於荒地中央的西部小鎮樂園分處能讓他們定居，眾人前往過程中遭遇一座腐爛不堪的橋，其損壞程度無法容納所有車輛。眾人分工合作為車減輕重量時，維吉妮雅再度開車趕來，煽動一行人能懸崖勒馬，同時透漏她有德懷特妻子雪莉的重要情報。但德懷特不相信她，其他人也不打算遵從她，維吉妮雅採取放槍引來行屍作為強制手段。眾人抵抗行屍過程中，所有人都安全過橋，唯獨手拿攝影機堅持拍完救援錄像的湯姆，不幸跟著油罐車墜橋喪生。失去車輛的眾人行走荒漠，雖然最終抵達目的地，但發現該小鎮已受大量行屍佔據，而手頭的物資也不夠他們支撐幾天。在這進退兩難的情況下，不少人開始喪失信念，最後連摩根都開始考慮妥協，聯繫維吉妮雅的隊伍求助，唯獨不情願向敵人求助的德懷特，最後便獨自離隊踏上旅程。                                  |             |                                    |                   |                                 |               |                       |
| 69 | 16          | 到此為止 End of the Line           | 麥可·E·薩崔斯密   | 伊恩·高德堡 & 安德魯·查布里斯   | 2019年9月29日 | 1.51                  |
| 德懷特獨自跑回他們留在斷橋邊的車隊，一度因疲勞而聽見雪莉的呼叫聲，隨後找到幾批無人騎的馬，便將牠們領回摩根一行人身邊。摩根當時已妥協而呼叫維吉妮雅率軍前來。有馬的情況下，摩根帶隊將小鎮行屍集體引出去，原本計劃將屍群引向維吉妮雅的方向藉以一舉殲滅敵人；然而，史特蘭和丹尼爾發現露西在維吉妮雅身邊而無從下手，史特蘭便自行前去做交易。當德懷特跌下馬弄傷腿後，一行人只好將行屍引入河流集體沖走，也因此失去唯一的反擊機會。艾西雅同時發現小鎮原先的居民曾經反抗過維吉妮雅而被殺光，摩根深知他們若是反抗也只會重蹈覆轍。趁維吉妮雅來之前，眾人短暫享受先前安排過的事情，約翰和瓊在小鎮教堂中完婚，得到眾人的祝福。夜晚，維吉妮雅扣住摩根一行人的車隊來到小鎮，勉強答應摩根的請求而帶走在場所有老弱病殘，但將大部分人分開送至不同的分部，史特蘭承諾“留得青山在，不愁沒柴燒”。當小鎮撤空後，維吉妮雅決定當場殺死摩根以永絕後患，摩根做出拼搏卻被她擊傷肩膀。這時，指派照看葛蕾絲的醫生用對講機告知，葛蕾絲的虛弱實為懷孕四個月而營養不良所致。負傷的摩根聽到後感到慶幸，維吉妮雅耗光子彈而將他扔棄等死。流血不止的摩根奮力用對講機提醒分散各地的夥伴一定要盡全力活下去後，周圍的行屍也慢慢向他靠攏…            |             |                                    |                   |                                 |               |                       |

## 發展
2018年7月，AMC續訂《驚嚇陰屍路》第五季，安德魯·查布里斯和伊恩·高德堡繼第四季後繼續擔任節目統籌。

### 選角
2018年12月，劇組宣佈第一季到第三季的主演鲁本·布雷茲將於第五季回歸飾演丹尼爾·薩拉查，他的角色自從第三季季終集後就再無登場。而消息稱第三季主演丹尼爾·沙曼也即將回歸劇組，其角色已在第三季中死去。但後來，節目統籌伊恩·高德堡否認沙曼回歸的消息，表示先前消息只是“未經確認的傳聞”。2019年1月，奧斯汀·埃米利歐加盟劇組再次飾演德懷特，成為繼摩根之後的第二位兩劇連動角色。

### 拍攝
第五季拍攝工作於2018年12月在德克薩斯州新布朗費爾斯開拍。劇組同時宣佈，在《陰屍路》中飾演蘿莉·格萊姆斯的前主演莎拉·維恩·考麗絲將擔任第五季其中一集的導演，但她因時間衝突而沒有加入劇組工作。

## 反響

### 評價
《驚嚇陰屍路》第五季獲得中等到差的評價，爛番茄基於9條評論，新鮮度55%，觀眾指數僅21%，平均得分5.08／10。差評集中於該季“有氣無力”的劇情走向，而後半季的乏味劇情與拍攝手法引起觀眾惡劣評價。第五季第15集獲得本劇最低得分，不少觀眾在Change.org網站上開始向AMC發出請願，立即開除現任兩位節目統籌安德魯·查布里斯和伊恩·高德堡。
| 第五季（2019年）：烂番茄追踪到的所有评论家的评论中，正面评论占比 |                                                              |
|                                                                  | 由于已知的技术原因，图表暂时不可用。带来不便，我们深表歉意。 |

### 收視
| 總集數 | 集數 | 標題           | 播出日期      | 收視／份額 （18–49歲） | 收視 （百萬） | DVR （18–49歲） | DVR收視 （百萬） | 加總 （18–49歲） | 總收視 （百萬） |
| ------ | ---- | -------------- | ------------- | ---------------------- | ------------- | --------------- | ---------------- | ---------------- | --------------- |
| 54     | 1    | 前來幫忙（Here to Help）   | 2019年6月2日  | 0.6                    | 1.97          | 0.4             | 1.24             | 1.0              | 3.21            |
| 55     | 2    | 錐心之痛（The Hurt That Will Happen）   | 2019年6月9日  | 0.5                    | 1.69          | 0.4             | 1.13             | 0.9              | 2.82            |
| 56     | 3    | 故地重遊（Humbug's Gulch）   | 2019年6月16日 | 0.5                    | 1.76          | 0.4             | 1.11             | 0.9              | 2.87            |
| 57     | 4    | 剎車痕（Skidmark）     | 2019年6月23日 | 0.5                    | 1.66          | 0.4             | 1.23             | 0.9              | 2.89            |
| 58     | 5    | 萬事休矣（The End of Everything）   | 2019年6月30日 | 0.5                    | 1.71          | 0.3             | 1.07             | 0.8              | 2.78            |
| 59     | 6    | 小王子（The Little Prince）     | 2019年7月7日  | 0.4                    | 1.49          | 0.4             | 1.13             | 0.8              | 2.62            |
| 60     | 7    | 屹立不倒（Still Standing）   | 2019年7月14日 | 0.3                    | 1.39          | 0.4             | 0.87             | 0.7              | 2.26            |
| 61     | 8    | 有人在嗎？（Is Anybody Out There?） | 2019年7月21日 | 0.5                    | 1.60          | 0.3             | 0.86             | 0.8              | 2.46            |
| 62     | 9    | 頻道4（Channel 4）      | 2019年8月11日 | 0.4                    | 1.40          | 0.3             | 1.06             | 0.7              | 2.46            |
| 63     | 10   | 口如懸河（210 Words Per Minute）   | 2019年8月18日 | 0.4                    | 1.37          | 0.4             | 1.14             | 0.8              | 2.51            |
| 64     | 11   | 你還活著（You're Still Here）   | 2019年8月25日 | 0.4                    | 1.44          | 0.2             | 0.74             | 0.6              | 2.17            |
| 65     | 12   | 永恆之焰（Ner Tamid）   | 2019年9月1日  | 0.3                    | 1.14          | 0.3             | 0.96             | 0.6              | 2.10            |
| 66     | 13   | 留下不需（Leave What You Don't）   | 2019年9月8日  | 0.4                    | 1.45          | 0.3             | 0.75             | 0.7              | 2.19            |
| 67     | 14   | 今天和明天（Today and Tomorrow） | 2019年9月15日 | 0.3                    | 1.31          | 0.3             | 0.82             | 0.6              | 2.13            |
| 68     | 15   | 頻道5（Channel 5）      | 2019年9月22日 | 0.4                    | 1.34          | 0.3             | 0.78             | 0.6              | 2.12            |
| 69     | 16   | 到此為止（End of the Line）   | 2019年9月29日 | 0.4                    | 1.51          | 0.2             | 0.74             | 0.7              | 2.26            |

## 外部連結
- 官方网站
- 互联网电影数据库（IMDb）上《驚嚇陰屍路》的资料（英文）